# La Folliaz
La Folliaz est une ancienne commune suisse du canton de Fribourg, située dans le district de la Glâne.
En 2020, la commune fusionne avec Villaz-Saint-Pierre pour former la commune de Villaz.

## Historique
La Folliaz a été créée en 2005 par la fusion des communes de Lussy et Villarimboud. Villarimboud avait absorbé la commune de Macconnens en 1973.
En 2018, les habitants de Villaz-Saint-Pierre et de La Folliaz ont du se prononcer sur une éventuelle fusion des deux communes. les habitants de Villaz-Saint-Pierre ont accepté à 82,39 % (379 oui contre 81 non) et ceux de La Folliaz à 52,96 % (286 oui contre 254 non). Le taux de participation se monte respectivement à 74,22 % et 51,2 %.

## Géographie
Selon l'Office fédéral de la statistique, La Folliaz mesure 986 ha. 6,4 % de cette superficie correspond à des surfaces d'habitat ou d'infrastructure, 74,7 % à des surfaces agricoles, 18,6 % à des surfaces boisées et 0,3 % à des surfaces improductives.
L'ancien territoire de La Folliaz était composé de deux fragments, séparés par Villaz-Saint-Pierre.

## Démographie
Selon l'Office fédéral de la statistique, La Folliaz possède 982 habitants en 2022. Sa densité de population atteint 100 hab./km2.
Le graphique suivant résume l'évolution de la population de La Folliaz (incluant les communes fusionnées ultérieurement) entre 1850 et 2008 :